# 英国策論
英国策論（えいこく さくろん）とは、アーネスト・サトウが1866年に無題・無署名でジャパン・タイムスに寄稿した3つの記事を和訳したものである。「英国策論」と名付けられ、広く読まれた。イギリスの対日政策を示すものとみなされ、明治維新に大きな影響を与えた。

## 内容
『英国策論』の骨子は以下の通り。
1. 将軍は主権者ではなく諸侯連合の首席にすぎず、現行の条約はその将軍とだけ結ばれたものである。したがって現行条約のほとんどの条項は主権者ではない将軍には実行できないものである。
2. 独立大名たちは外国との貿易に大きな関心をもっている。
3. 現行条約を廃し、新たに天皇及び連合諸大名と条約を結び、日本の政権を将軍から諸侯連合に移すべきである。

## 成立過程
サトウの自著『一外交官の見た明治維新』によると、サトウはジャパン・タイムスを発行していた英国人チャールズ・リッカビー（Charles Rickerby）と知り合いになり、当初紀行文などを投稿していた。ところが、ある日薩摩藩の船が横浜での交易を拒否される事件があった（各大名は外国人と自由に交易できるということは条約に定められている）。これをきっかけに、政治的な文章を投稿しようと思ったと述べている。
英国策論の基となる英文は、ジャパン・タイムスに3回に分けて掲載されており、最初が1866年の3月16日、3回目が5月19日で、2回目は5月4日ではないかとされているが、発見されていない。この論文を発表した時点で、サトウはまだ22歳であった。
なお、内容に関しては、英国留学中の薩摩藩士松木弘安が外務大臣の第4代クラレンドン伯爵ジョージ・ヴィリアーズに提出したものとの類似性が指摘されている。
サトウは「この文章を蜂須賀斉裕（徳島藩主）の家臣である沼田寅三郎という、いくらか英語を知っている私の教師に手伝ってもらって、これを日本語に翻訳し、パンフレットの形で沼田の藩主の精読に供したところ、それが写本されて方々へ広まった。翌年、私が会った諸大名の家臣たちは、私のことをその写本を通じて知っており、好意を寄せてくれた。しまいには、その日本文が英人サトウの『英国策論』、すなわちイギリスの政策という表題で印刷され、 大坂や京都の全ての書店で発売されることになった。これは、勤皇、佐幕の両党からイギリス公使館の意見を代表するものと思われた。そんなことは私の知ったことではなかった。」と述べている。
実際、西郷隆盛らは、それが英国の公式な政策であるかのごとく語っていたと言われている。
ジャパンタイムスへの投稿は匿名であり、英国公使ハリー・パークスはその存在すら知らなかったようだとサトウは述べている。現時点までに、パークスの公的文書から英国策論に関する記述は確認されていないが、実際にはパークスは英国策論の存在を知っていたと考えられる。当時英国政府は日本の内政に干渉することを固く禁じていたため、倒幕をも示唆するような英国策論はその外交政策に大きく反する。パークスが特別な手段を講じていない理由としては、江戸幕府に肩入れするフランスへの牽制としてあえて否定をしなかった、あるいは単にサトウを叱責すると辞職してしまう可能性があった、などがあげられている。

## 関税率交渉との関係
修好通商条約（安政の五か国条約）で定められた関税率は約20％と高率だったため、この引き下げを狙った欧米各国（とりわけイギリス・フランス）の要求により関税交渉が開始されていた。
英国策論の掲載と同じ年に、1866年6月25日（慶應2年5月13日）に改税約書が調印、7月1日（同年5月19日）より実施された。本協定により、輸出入品の大部分はそれまでの従価税方式から従量税方式に改められ、従量税の税率はその当時の従価5％を基準とした。 
税関に関する主な経緯は次のとおり。
- 1853年6月（嘉永6年）　：江戸湾入口の浦賀に、アメリカ人ペリーの黒船来航。
- 1854年3月31日（嘉永7年3月3日）　：日米和親条約。
- 1858年（安政5年）　　：6月にアメリカ、7月にイギリス、オランダ、ロシア、7月にフランスと修好通商条約（安政の五か国条約）を締結[7]。
- 1859年6月（安政6年）　：箱館（函館）、神奈川、長崎が開港。運上所（税関）が設置。
- 1862年（文久2年）　　： 江戸幕府が使節団を欧州に派遣しベルゲン（ブリッゲン）のハンザ同盟から接触を受ける。6月6日のロンドン覚書、10月2日のパリ覚書により、未開港の都市の開市・開港を延期。幕府は代償として関税の低減化を始めとする貿易の自由化を認める。
- 1865年11月（慶応元年9月）　：兵庫開港要求事件（四カ国艦隊摂海侵入事件）。
- 1866年6月25日（慶應2年5月13日）　：改税約書の調印[6]。同年『英国策論』が新聞紙に掲載。
- 1867年1月30日（慶応2年12月25日） ：孝明天皇が死没。
- 1867年2月13日（慶応3年1月9日）　：明治天皇が践祚。
- 1867年（慶応3年）　　　　　　　　：6月から9月、薩土盟約の締結・解消。
- 1867年（慶応3年7月6日）　　　　：長崎港でイギリス水夫殺害事件。
- 1867年11月9日（慶応3年10月14日） ：大政奉還（明治維新）。
- 1867年（慶応3年12月7日) 　　　　：兵庫港が開港。
- 1868年1月3日（慶応3年12月9日）　：王政復古の大号令により、幕府が廃止され三職が設置される。
- 1868年1月27日（慶応4年）1月3日）　：戊辰戦争（鳥羽・伏見の戦い）が勃発。
- 1868年3月8日（慶応4年2月15日）　　：堺港で土佐藩士がフランス帝国水兵を殺害した堺事件が発生。
- 1868年6月11日（慶応4年4月21日）　：太政官が政体書を発布し太政官制を開始。
- 1868年10月12日（慶應4年8月27日）：明治天皇が即位。
- 1868年10月23日（明治元年9月8日）　：一世一元の詔の交付により元号を明治とする。
- 1869年（明治2年）  　　　　　  　　　：戊辰戦争が終結。版籍奉還。
- 1872年（明治5年）　　　　　　　：11月28日、全国の運上所を「税関」という呼称に統一（現在の税関記念日）。
- 1886年（明治19年）　　　　　　：3月、税関官制制定。
- 1890年（明治23年）　　　　　　：4月、10月、民法が公布。が、民法典論争により施行が延期され、不平等条約解消も延期となる。
- 1890年（明治23年）　　　　　　 ：行政裁判法が6月に公布、10月に施行。11月、税関法、税関規則が施行。
- 1894年（明治27年）　　　　　　：改税約書が廃棄。
- 1896年（明治29年）　　　　　　：民法が施行。
- 1911年 （明治44年）　　　　　　：日米通商航海条約により、関税自主権を回復する。